# Église Saint-Ephrem de Jâlons
L'église de Jâlons est une église gothique construite au XIIe siècle, dédiée à Saint Ephrem et Saint Sébastien et située dans la Marne.

## Historique
Le nom ancien était Villa gelonis. Il apparaît dans un acte de Charles le Chauve qui rend à la cathédrale Saint-Étienne de Châlons une « villa gelonis », en 860. Cet acte confirme ce qui est noté pour l'an 856 par le chantre Warin dans le Cartulaire de Saint-Étienne de Châlons.
La première mention de cette église remonte à la fin du XIe siècle comme possession du chapitre de Châlons. La crypte a des restes d'architecture ottonienne mais elle fut fortement remaniée au XIIe siècle ; le clocher, la nef et le transept sont de cette époque. En 865, le roi Charles le Chauve prescrit au fils d'Odelbert, dont le père avait enlevé beaucoup de biens à l'église de Châlons sur le territoire de Jâlons, de les restituer.
Ce n'est qu'à la fin du XIe siècle que l'église est signalée. En 1107, une bulle du pape Pascal II rappelle une charte de l'évêque de Châlons Roger III (1066-1093) et énumère les biens du chapitre de la cathédrale.
Aucun document permet de connaître l'histoire de l'église du XIIe siècle. L'église conserve une crypte sous tout le chœur rectangulaire et débordant de part et d'autre qui peut remonter à la fin du XIe siècle. La construction de l'église doit remonter au milieu du XIIe siècle.
L'église a été partiellement détruite pendant la guerre de Cent Ans. Un acte de 1425 nous permet de savoir que quatre ans auparavant les Anglais ont brûlé l'église. Il a été nécessaire de reprendre dans le style gothique flamboyant les voûtes de la nef, le bas-côté droit et une partie du transept au XVe siècle,. On peut voir des sculptures de feuillage, d'animaux de personnages et une importante porte latérale. 
On a noté qu'en 1735 l'église était « découverte par grands vents et par la vétusté ». Des travaux sont alors entrepris qui sont terminés avant la visite épiscopale de 1747. Des embellissements sont faits au XVIIIe siècle qui ont défiguré la croisée du transept et le chœur. Le baldaquin date de cette époque, ainsi que l'autel qui est béni en 1748.
Une autre phase de restauration fut entreprise au XIXe siècle. En 1847, les deux travées occidentales du bas-côté nord sont interdites aux fidèles. Les contreforts sont repris. Le bras nord du transept et les voûtes du bras sud sont démolis et reconstruits. En 1861, la crypte est remise en état et le sol remis à son niveau initial. L'escalier d'accès à la crypte, côté sud, est reconstruit. Celui qui lui était symétrique, au nord, avait été muré en 1795, à la suite d'un effondrement, et en 1849 la sacristie a été construite à son emplacement.
Elle est classée monument historique depuis le 8 juillet 1912.

## Images

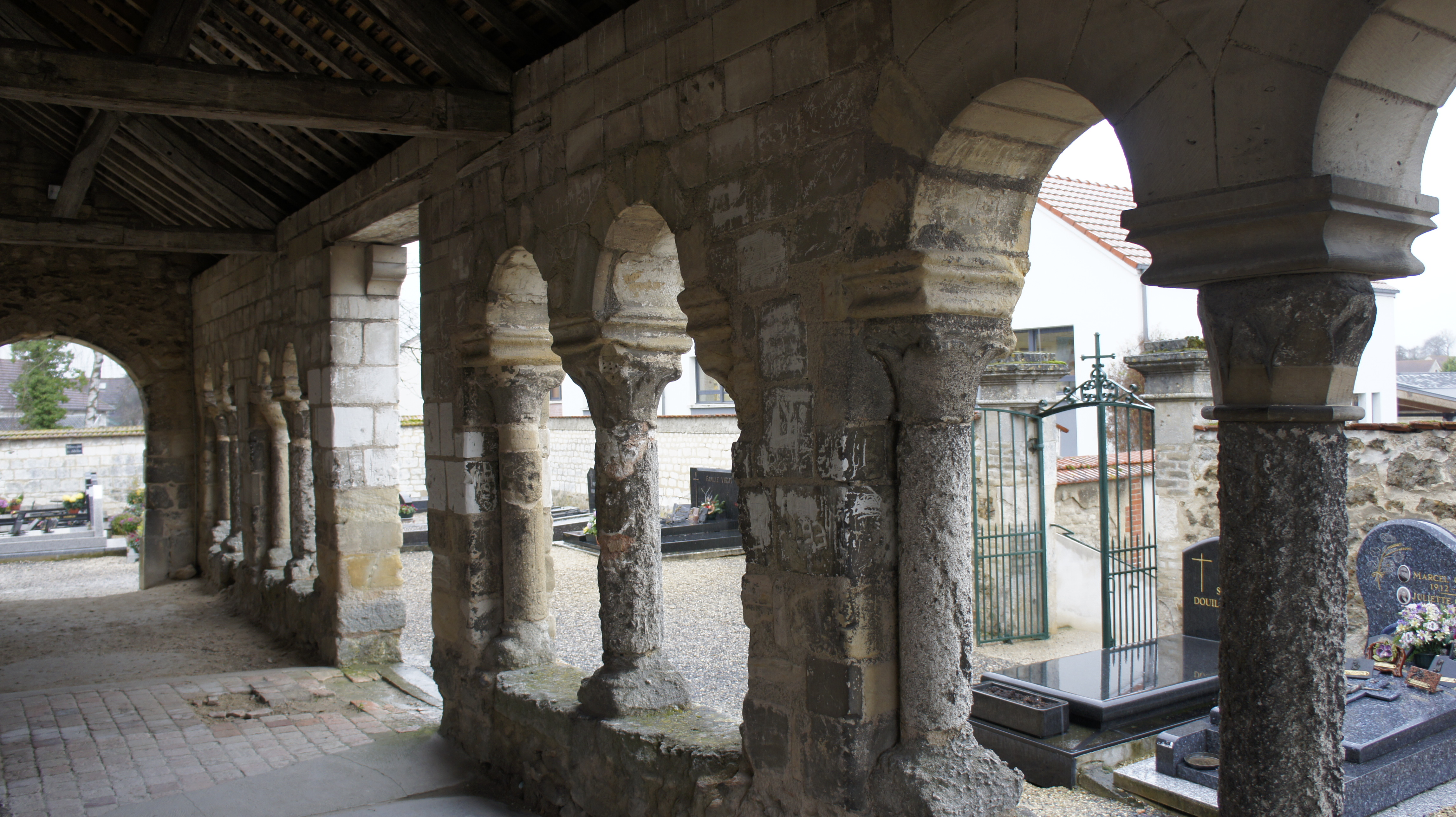
Image de l'intérieur du porche.
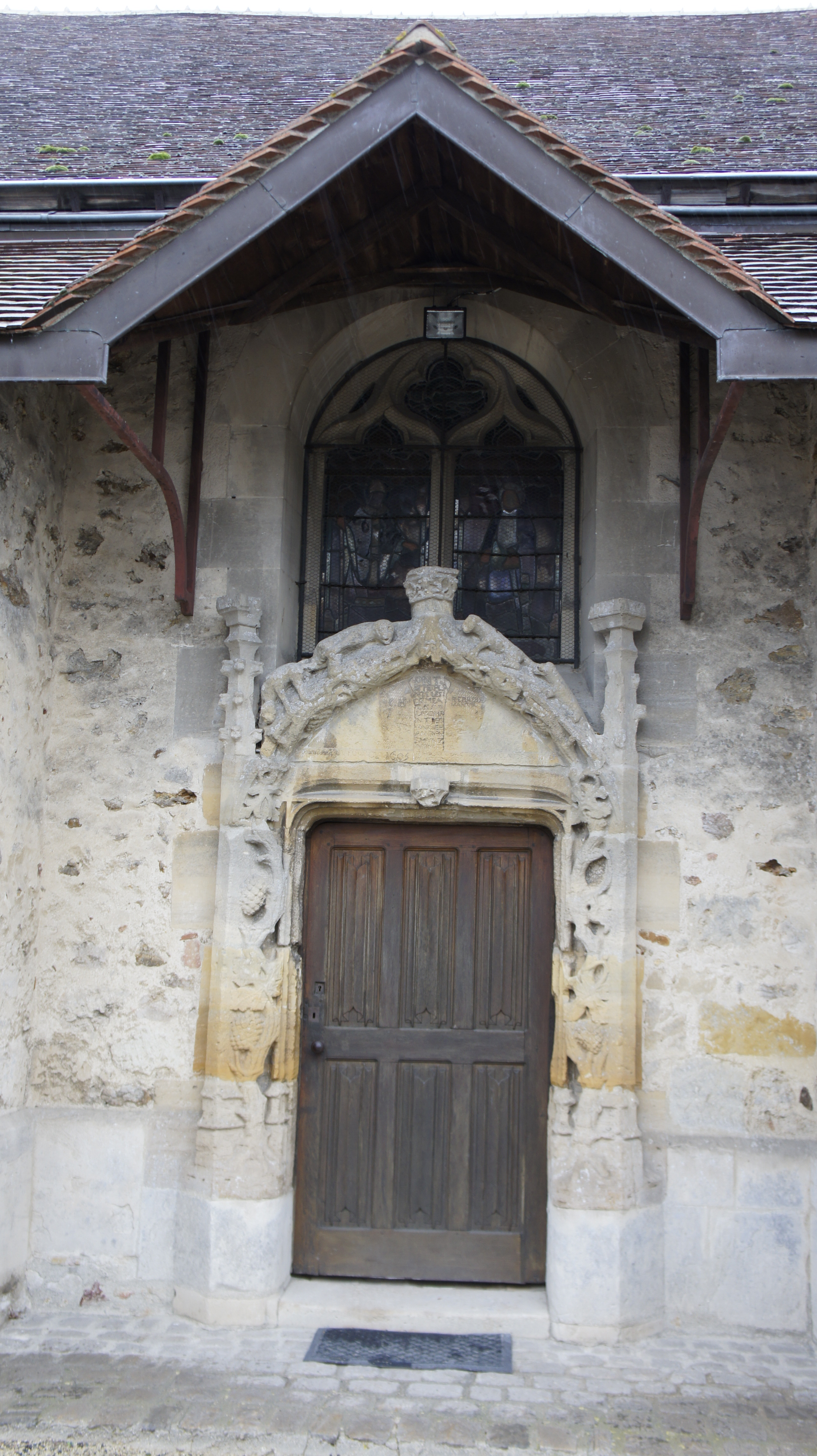
Portail XVe.
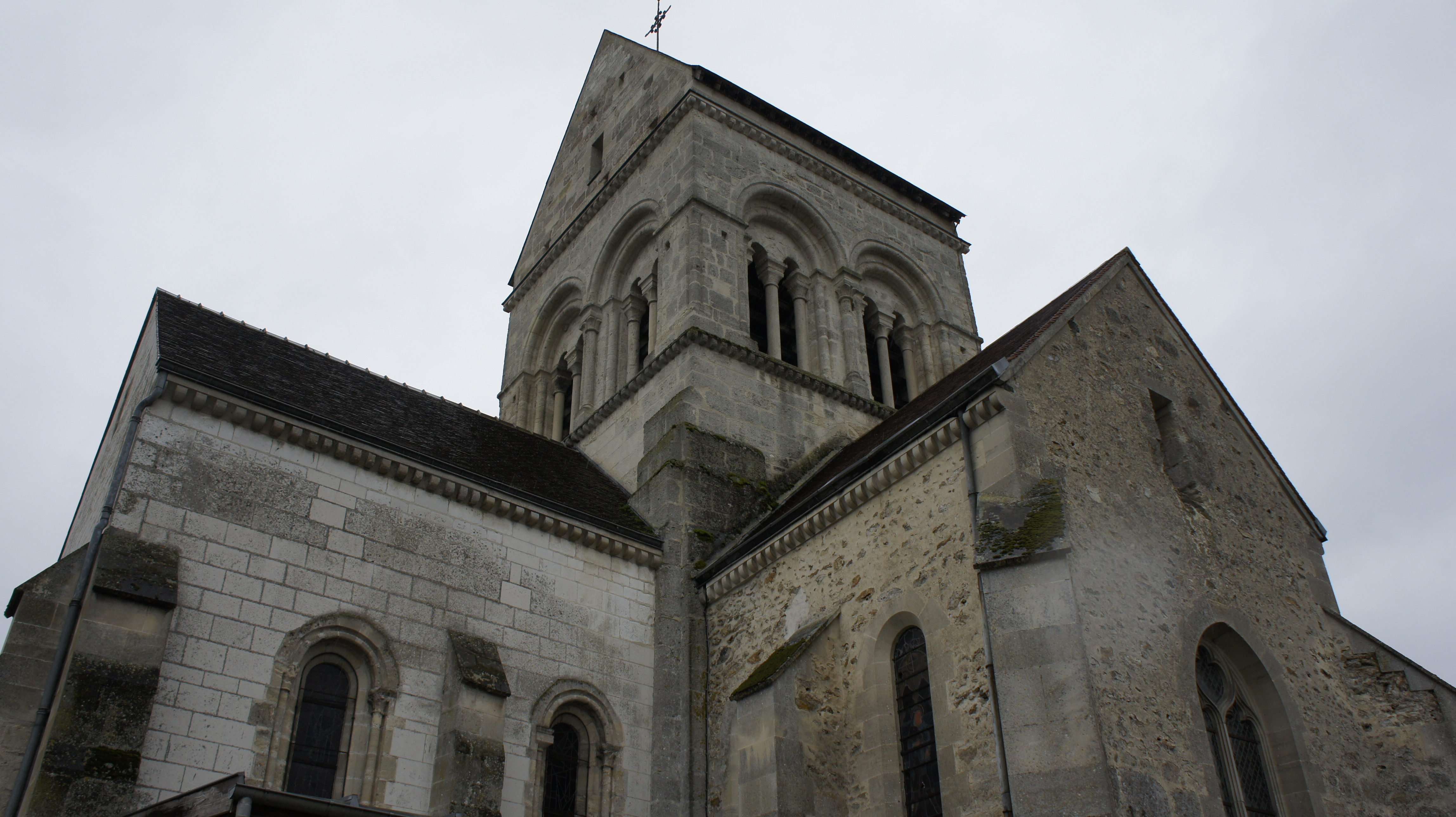
Clocher.

## Mobilier
Elle abrite deux statues en pierre des XIVe et XVe siècles également classées monuments historiques : une statue de sainte Catherine et une Vierge à l'Enfant.